# Sandy Bar
Sandy Bar, född 5 april 1976 i Tel Aviv, är en israelisk skådespelare och fotomodell.

## Filmografi
- 1996 - Kesef Katlani
- 1998 - Zbeng
- 1998 - Zinzana
- 2002 - Kedma
- 2004 - Sea of Dreams
- 2010 - Hatufim (Prisoners of War)